# 二色补血草
二色补血草（学名：Limonium bicolor）是一种蓝雪科植物。这种植物分布于中国东北、黄河流域诸省及江江苏北部、新疆；此外，蒙古，俄罗斯、西伯利亚也有。
种名 bicolor 意为“二色的”。